# Achille Varzi (filósofo)
Achille C. Varzi (nascido em 8 de maio de 1958) é um filósofo nascido na Itália que é Professor John Dewey de filosofia na Universidade Columbia. Ele se formou na Universidade de Trento e recebeu seu doutorado em filosofia pela Universidade de Toronto. Varzi também é Professor Honorário Bruno Kessler na Universidade de Trento e, desde 2017, Professor Visitante na Universidade da Suíça Italiana.

## Trabalho
Varzi fez contribuições notáveis nos campos da lógica filosófica (principalmente vaguidade, supervaloracionismo, paraconsistência, semântica formal) e da metafísica (principalmente mereologia e mereotopologia, causalidade, eventos, e questões relacionadas à identidade e persistência ao longo do tempo). Seu primeiro livro, Buracos e Outras Superficialidades (1994, com Roberto Casati), foi uma exploração da ontologia realista do senso comum e da física ingênua. Seu trabalho mais recente é inspirado por uma postura nominalista-convencionalista.
Varzi é atualmente editor do Journal of Philosophy e editor consultivo da Stanford Encyclopedia of Philosophy. Varzi também é um prolífico escritor para o público em geral e contribui regularmente para vários jornais italianos.
Achille C. Varzi é primo de segundo grau do piloto italiano de corridas Achille Varzi.

## Livros
- Mereologia (com A. J. Cotnoir), Oxford: Oxford University Press, 2021.
- I colori del bene, Nápoles: Orthotes, 2015.
- Le tribolazioni del filosofare. Comedia Metaphysica ne la quale si tratta de li errori & de le pene de l’Infero (com Claudio Calosi), Roma: Laterza, 2014.
- Ontologie, Paris, Ithaque, 2010.
- Il mondo messo a fuoco, Roma: Laterza, 2010.
- Insurmountable Simplicities. Thirty-nine Philosophical Conundrums (com Roberto Casati), Nova York: Columbia University Press, 2006; também traduzido para o francês, espanhol, português, italiano, polonês, grego, chinês, coreano.
- Il pianeta dove scomparivano le cose. Esercizi di immaginazione filosofica (com Roberto Casati), Torini: Einaudi, 2006.
- Parole, oggetti, eventi e altri argomenti di metafisica, Roma: Carocci, 2001.
- An Essay in Universal Semantics, Dorrecht, Kluwer, 1999.
- Parts and Places. The Structures of Spatial Representation (com Roberto Casati), Boston (MA): MIT Press, 1999.
- Theory and Problems of Logic (com John Nolt e Dennis Rohatyn), Nova York: McGraw-Hill, 1998.
- Holes and Other Superficialities (com Roberto Casati), Boston (MA): MIT Press, 1994.